# تاریخچه مدیریت پسماند

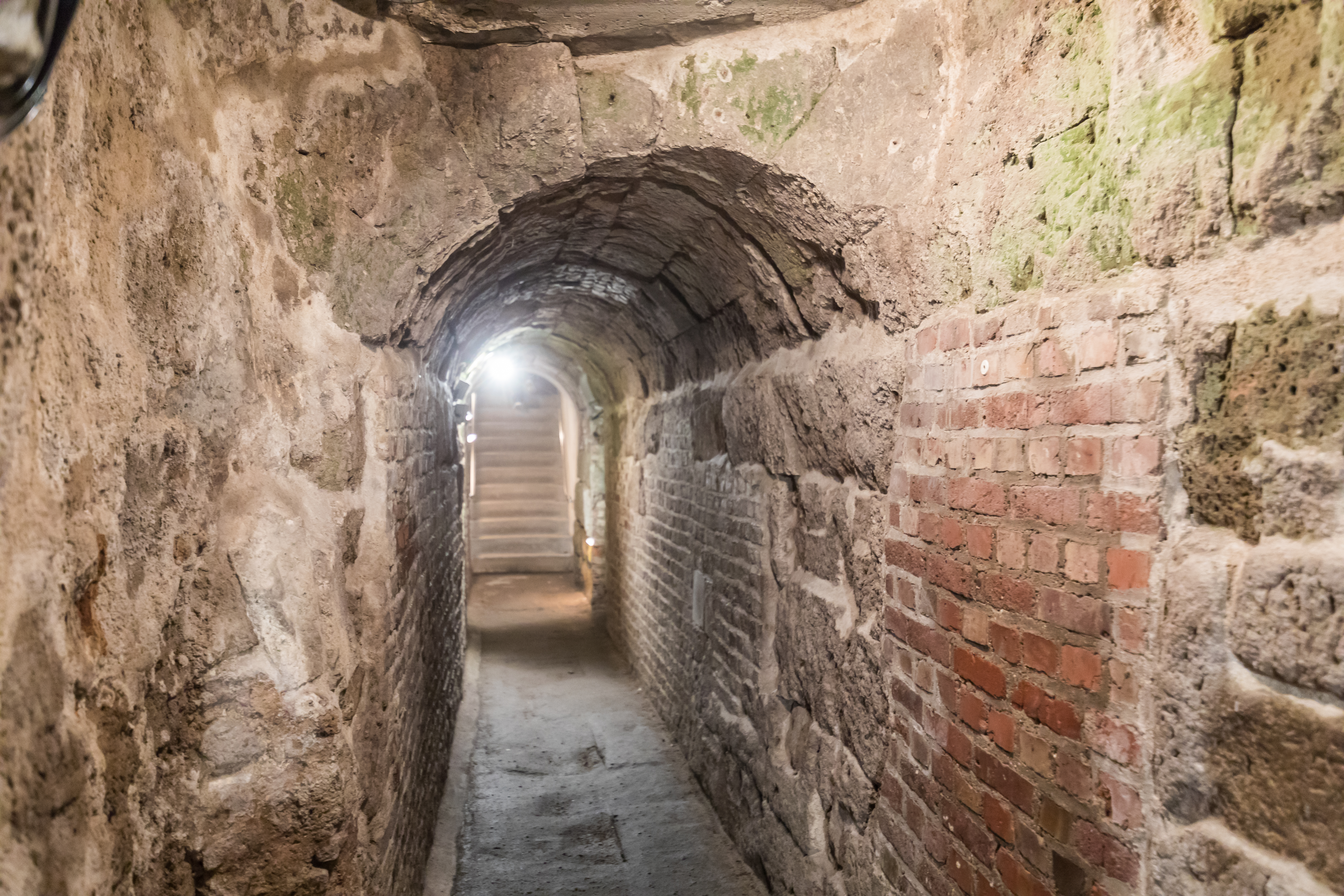
تونل فاضلاب رومی در کلن

مدیریت پسماند همواره یکی از دغدغه‌های اساسی جوامع بشری در طول تاریخ بوده است. از نخستین روزهای شکل‌گیری تمدن‌ها، انسان‌ها با چالش دفع زباله‌ها و تصفیه پساب ناشی از زندگی روزمره، تولیدات کشاورزی و فعالیت‌های صنعتی اولیه روبه‌رو بوده‌اند. نخستین نشانه‌های شناخته‌شده از سیستم‌های سامان‌مند مدیریت فاضلاب به حدود ۶۵۰۰ سال پیش از میلاد در سرزمین‌های امروزی سوریه بازمی‌گردد. در این منطقه، شواهدی از سیستم‌های پیشرفته زهکشی و اتاق‌های ته‌نشینی کشف شده است که حکایت از درک قابل توجه ساکنان آن دوران از بهداشت محیط و روش‌های علمی دفع فاضلاب دارد. تمدن‌های باستانی دیگری نیز در این مسیر گام‌های مهمی برداشته‌اند. برای نمونه، امپراتوری روم باستان یکی از پیشرفته‌ترین شبکه‌های فاضلاب و دفع پسماند زمان خود را ایجاد کرد. سامانه معروف کلوآکا ماکسیما، که یکی از بزرگ‌ترین و قدیمی‌ترین مجاری فاضلاب جهان به‌شمار می‌رود، فاضلاب شهری را از طریق کانال‌هایی پیچیده به رودخانه تیبر هدایت می‌کرد. این سیستم، اگرچه در زمان خود پیشرو بود، اما بهره‌مندی از آن عمدتاً محدود به شهروندان طبقات بالای اجتماعی و نخبگان جامعه بود.
در سوی دیگر جهان، تمدن مایا در آمریکای مرکزی نیز با نگاهی آیینی به موضوع مدیریت پسماند می‌نگریست. آن‌ها به‌صورت منظم و در قالب آیین‌های مذهبی ماهانه، اقدام به سوزاندن زباله‌ها می‌کردند؛ امری که علاوه بر اهداف بهداشتی، جنبه‌های فرهنگی و نمادین نیز داشت. با این‌حال، همانند بسیاری از دیگر تمدن‌های کهن، دسترسی به امکانات سامان‌مند مدیریت زباله، غالباً در اختیار طبقات ممتاز و ثروتمند بود، و عموم مردم به روش‌های ابتدایی‌تر و گاه غیربهداشتی برای دفع زباله‌های خود متوسل می‌شدند. این شواهد تاریخی نشان می‌دهد که گرچه انسان از دیرباز به اهمیت مدیریت صحیح پسماند پی برده بود، اما عدالت اجتماعی در بهره‌مندی از این خدمات، مسئله‌ای حل‌نشده باقی مانده بود.
انقلاب صنعتی انقلاب صنعتی موجب وخامت سریع بهداشت و شرایط زیست‌محیطی در مناطق شهری، به‌ویژه در انگلستان شد. رشد پرشتاب جمعیت شهری، افزایش کارخانه‌ها، و تولید انبوه زباله‌های خانگی و صنعتی، شهرها را با بحران‌های بهداشتی بی‌سابقه‌ای مواجه ساخت. در پاسخ به این شرایط، نخستین سیستم سازمان‌یافته مدیریت پسماند جامد در اواخر قرن هجدهم در شهر لندن پدید آمد؛ سیستمی که به نام "حیاط‌های خاکروبه" شناخته می‌شد. این مراکز زباله‌ها را جمع‌آوری کرده و خاکستر زغال چوب را برای استفاده در آجرسازی و کشاورزی بازیافت می‌کردند. اولین کوره زباله‌سوز، با وجود مخالفت‌های اولیه، در سال ۱۸۷۴ در ناتینگهام ساخته شد. شهر نیویورک در سال ۱۸۹۵ به اولین شهر ایالات متحده تبدیل شد که مدیریت زباله‌های آن توسط بخش دولتی انجام شد. وسایل اولیه جمع‌آوری زباله در این دوران درشکه‌های اسب‌کش بودند که به‌مرور با پیشرفت فناوری، جای خود را به وسایل نقلیه موتوری دادند. در دهه ۱۹۳۰، این کامیون‌ها به فشرده‌سازهای هیدرولیکی مجهز شدند تا حجم زباله‌ها کاهش یافته و حمل‌ونقل آن‌ها کارآمدتر شود. این تحولات، سنگ‌بنای سامانه‌های مدرن مدیریت پسماند شهری را بنیان نهادند و نقش مهمی در ارتقای بهداشت عمومی ایفا کردند.

## دوران مدرن

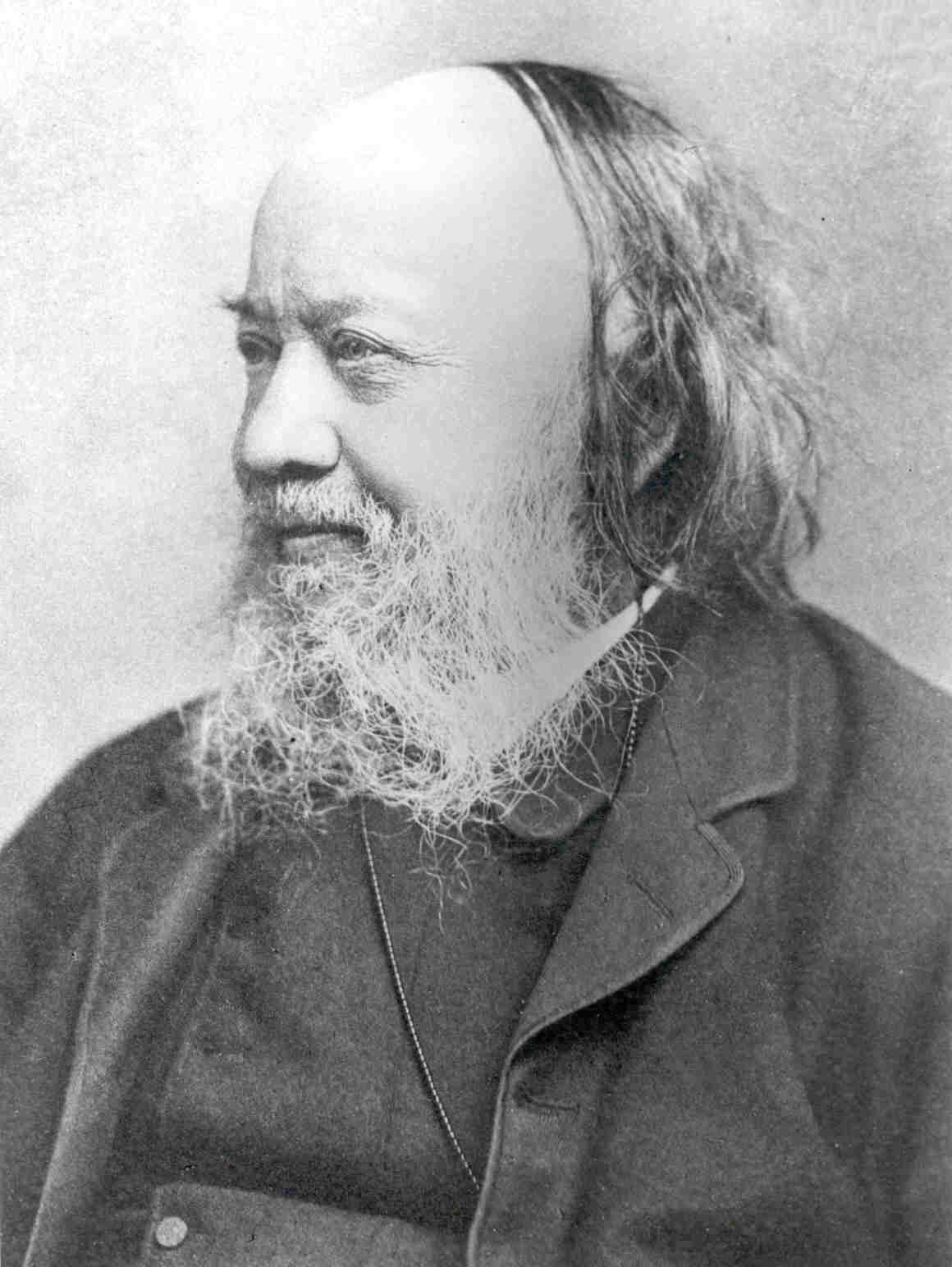
سر ادوین چادویک

با آغاز انقلاب صنعتی و رشد مداوم شهرنشینی در مراکز پرجمعیت انگلستان، انباشت زباله در شهرها موجب وخامت سریع وضعیت بهداشت و کاهش چشمگیر کیفیت زندگی شهری شد. خیابان‌ها مملو از آلودگی، زباله‌های خانگی، فضولات انسانی و حیوانی، و بقایای صنعتی شدند؛ چرا که در آن زمان هیچ مقررات مشخصی برای جمع‌آوری و دفع پسماند وجود نداشت. در چنین شرایطی، نخستین درخواست‌ها برای ایجاد یک مرجع شهری با اختیارات رسمی در زمینه پاک‌سازی و دفع زباله، به میانه قرن هجدهم بازمی‌گردد. در سال ۱۷۵۱، کربین موریس یکی از مقامات شهر لندن، پیشنهاد کرد که: «... از آنجا که حفظ سلامت مردم از اهمیت زیادی برخوردار است، پیشنهاد می‌شود که پاک‌سازی این شهر تحت یک مدیریت عمومی و یکنواخت قرار گیرد، و تمام آلودگی‌ها و زباله‌ها… از طریق رودخانه تیمز به مکان مناسبی در خارج از شهر منتقل شوند».
این پیشنهاد را می‌توان از نخستین تلاش‌ها برای تمرکززدایی از مدیریت ناپایدار محله‌ای و ایجاد یک نظام منسجم شهری برای بهداشت عمومی در نظر گرفت. با این حال، تحقق آن تا دهه‌ها بعد به تعویق افتاد، اما زمینه‌ساز اصلاحات بهداشتی گسترده‌ای در قرن نوزدهم شد.